# Дакота-Тіпі 1
Дакота-Тіпі 1 (англ. Dakota Tipi 1) — індіанська резервація в Канаді, у провінції Манітоба, у межах сільського муніципалітету Портедж-ла-Прері.

## Населення
За даними перепису 2016 року, індіанська резервація нараховувала 156 осіб, показавши скорочення на 4,9%, порівняно з 2011-м роком. Середня густина населення становила 412,9 осіб/км².
З офіційних мов обидвома одночасно не володів жоден з жителів, тільки англійською — 155. Усього 5 осіб вважали рідною мовою не одну з офіційних, з них усі — одну з корінних мов.
Працездатне населення становило 59,1% усього населення, рівень безробіття — 23,1%.

## Клімат
Середня річна температура становить 2,6°C, середня максимальна – 23,7°C, а середня мінімальна – -23,7°C. Середня річна кількість опадів – 502 мм.
| Клімат поселення                              | Клімат поселення | Клімат поселення | Клімат поселення | Клімат поселення | Клімат поселення | Клімат поселення | Клімат поселення | Клімат поселення | Клімат поселення | Клімат поселення | Клімат поселення | Клімат поселення | Клімат поселення |
| Показник                                      | Січ.             | Лют.             | Бер.             | Квіт.            | Трав.            | Черв.            | Лип.             | Серп.            | Вер.             | Жовт.            | Лист.            | Груд.            |                  |
| Середній максимум, °C                         | −11,54           | −7,83            | −0,84            | 9,33             | 17,45            | 22,98            | 23,74            | 22,77            | 17,24            | 10,24            | 0,08             | −9,46            |                  |
| Середня температура, °C                       | −17,64           | −13,94           | −6,92            | 3,23             | 11,34            | 16,87            | 19,40            | 18,42            | 12,90            | 5,89             | −4,25            | −13,8            |                  |
| Середній мінімум, °C                          | −23,74           | −20,03           | −13,02           | −2,86            | 5,26             | 10,79            | 15,05            | 14,06            | 8,54             | 1,54             | −8,59            | −18,16           |                  |
| Норма опадів, мм                              | 18               | 13               | 23               | 27               | 51               | 85               | 77               | 65               | 56               | 42               | 23               | 22               |                  |
| Середньомісячна швидкість вітру, м/с          | 4.28             | 4.20             | 4.30             | 4.50             | 4.58             | 4.00             | 3.50             | 3.70             | 4.11             | 4.50             | 4.40             | 4.30             |                  |
| Середньомісячна сонячна радіація, кДж/м²·день | 4188             | 7483             | 12602            | 17154            | 20012            | 21321            | 21787            | 18483            | 12736            | 7644             | 4257             | 3232             |                  |
| --------------------------------------------- | ---------------- | ---------------- | ---------------- | ---------------- | ---------------- | ---------------- | ---------------- | ---------------- | ---------------- | ---------------- | ---------------- | ---------------- | ---------------- |
| Джерело:                                      |                  |                  |                  |                  |                  |                  |                  |                  |                  |                  |                  |                  |                  |